# Setra S 415 UL
Setra S 415 UL — пригородный автобус серии MultiClass 400, выпускаемый германской компанией Setra с 2006 по 2020 год. 

## Описание
Автобус Setra S 415 UL, как и его предшественник, Setra S 315 UL, эксплуатировался во многих городах. Автобус оснащён дизельным двигателем внутреннего сгорания OM 936.
Автобус оснащался тремя трансмиссиями: механической, шестиступенчатой Mercedes-Benz GO 190-6, автоматической, шестиступенчатой ZF EcoLife и автоматической, четырёхступенчатой Voith DIWA.
На капоте присутствуют две вентиляционные решётки. Правая служит для подачи воздуха, тогда как левая служит для оптических целей.
С 2009 года производится вариант с увеличенной высотой пола Setra S 415 H. До 2013 года производился также низкопольный вариант Setra S 415 NF, который в 2014 году был вытеснен с конвейера моделью Setra S 415 LE.

## Галерея

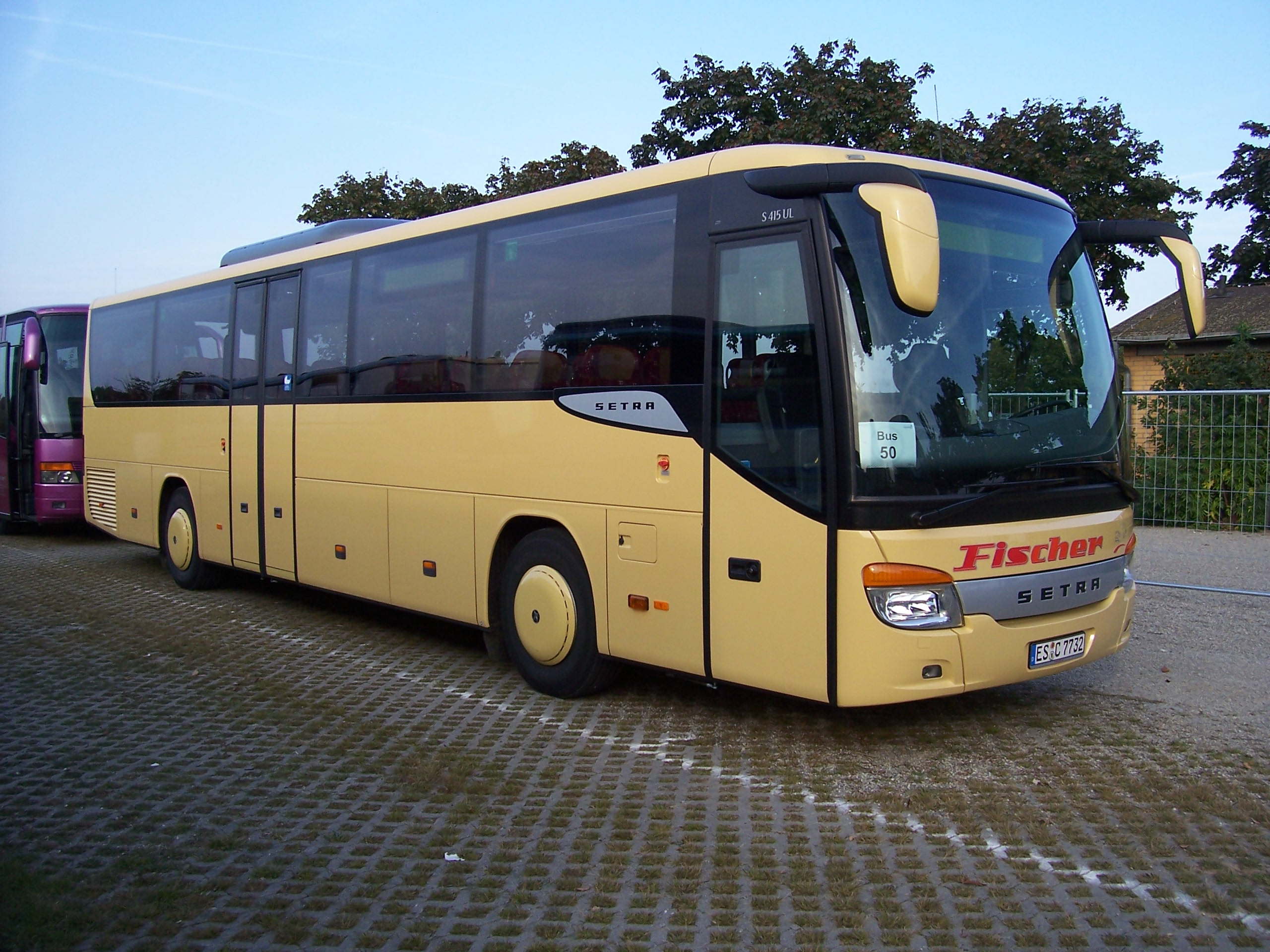
Setra S 415 UL с передней частью GT
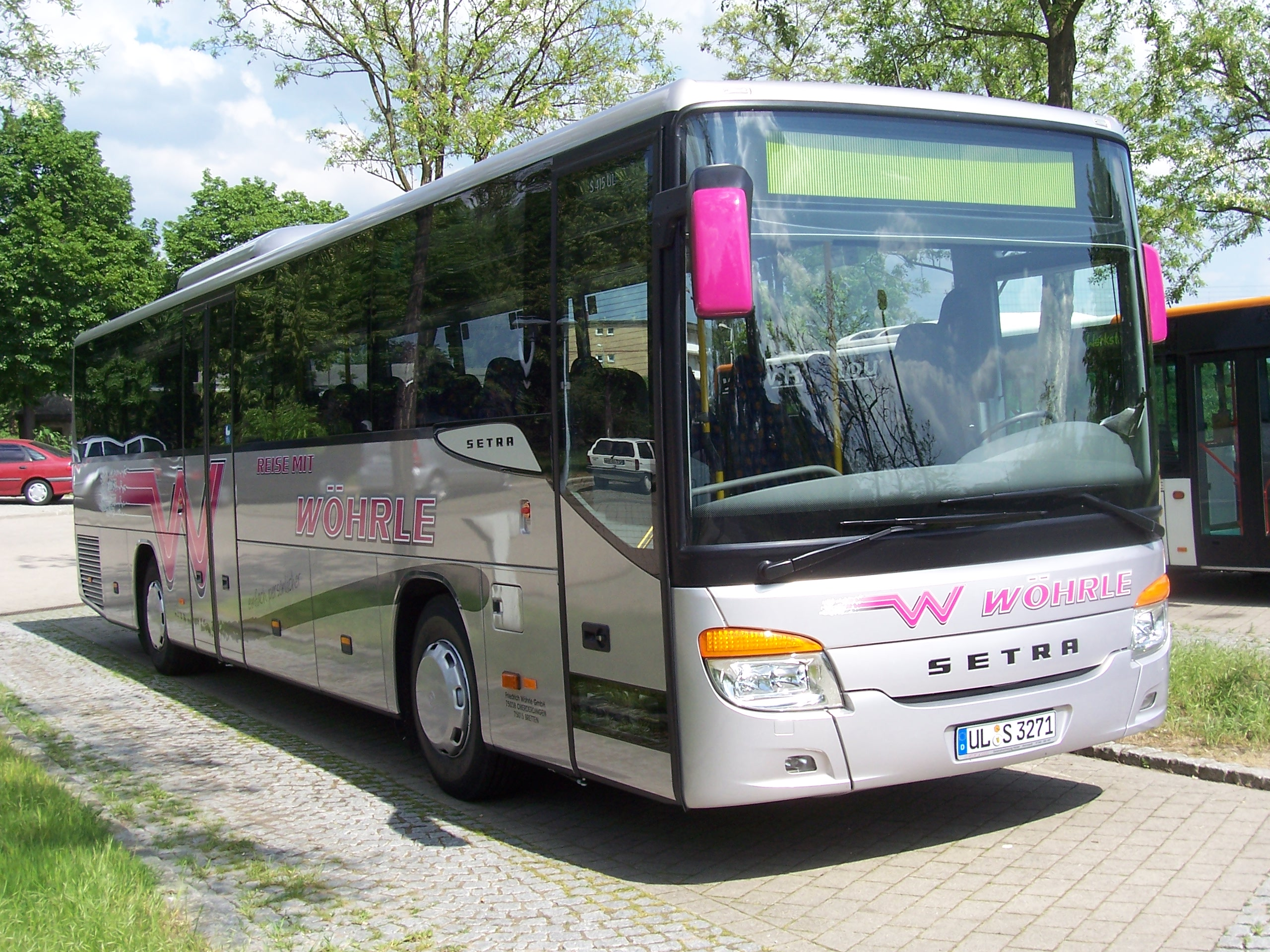
Setra S 415 UL
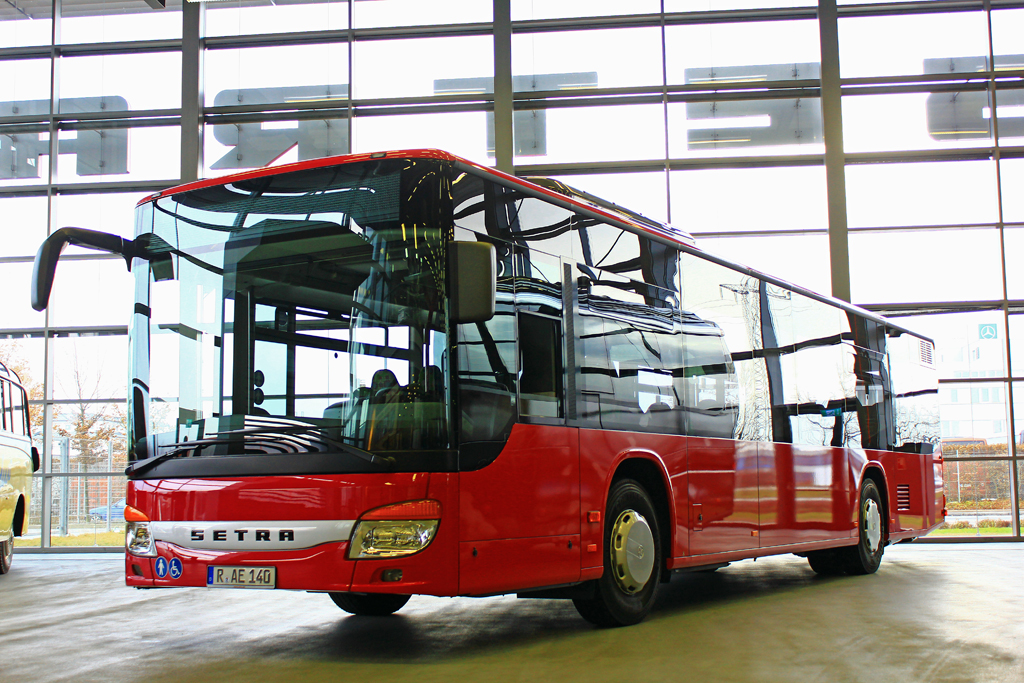
Setra S 415 NF
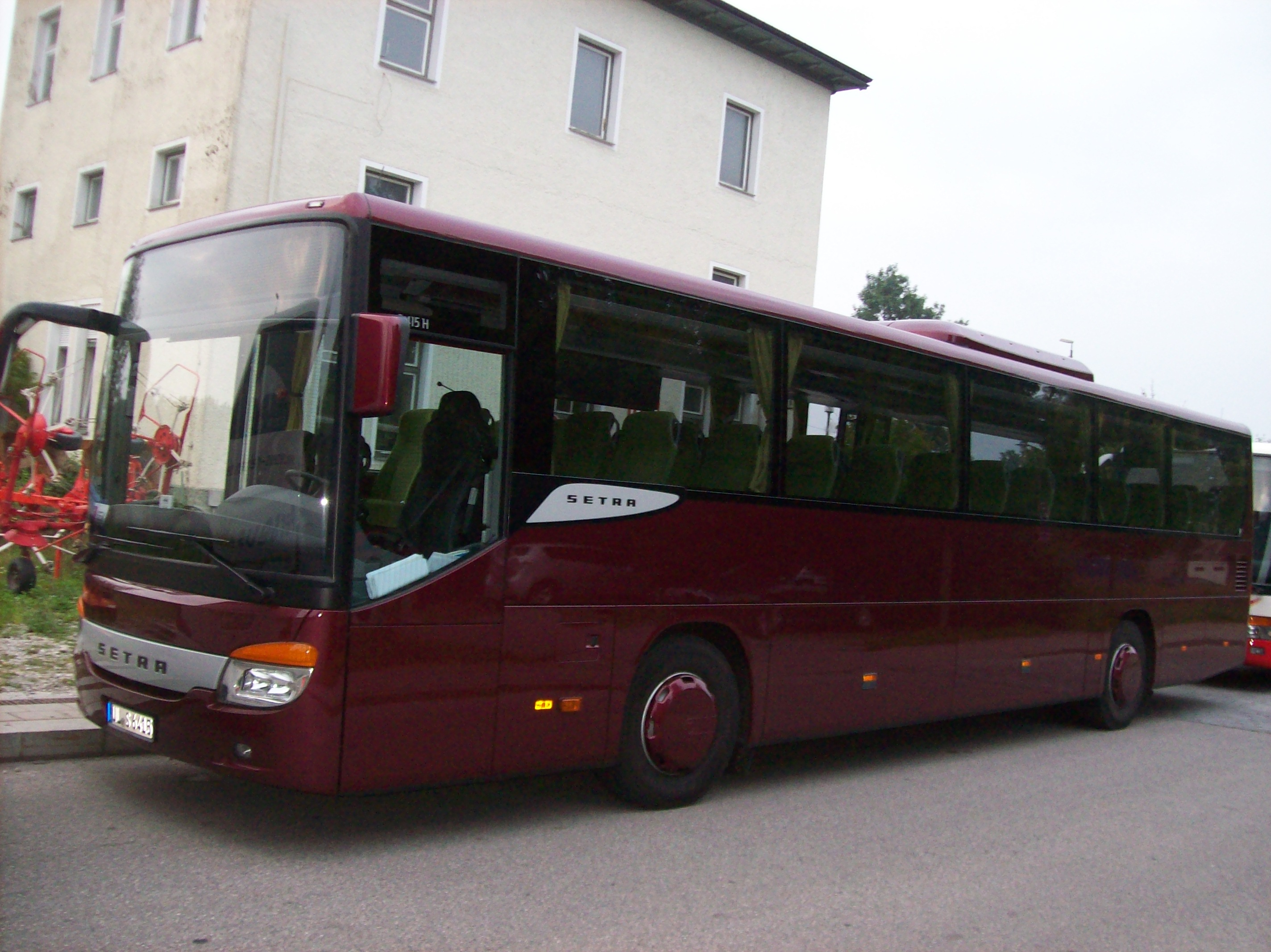
Setra S 415 H